# Droga krajowa SS26 (Włochy)
Droga krajowa SS26 (wł. Strada Statale 26 della Valle d’Aosta; fr. Route nationale 26 de la Vallée d’Aoste) – droga krajowa w północno-zachodnich Włoszech. Należąca do drugiej kategorii dróg krajowych arteria ciągnie się równolegle do autostrady A5 od okolic Turynu przez Dolinę Aosty, aż w rejon tunelu pod Mont Blanc. Droga stanowi alternatywę dla płatnej autostrady. SS26 jest trasą jednojezdniową bez rozwiązań bezkolizyjnych. Tylko w rejonie Ivrey oraz w Aoście trasa posiada dwie jezdnie, a niektóre skrzyżowania są wielopoziomowe. Ostatni odcinek drogi biegnie malowniczymi serpentynami z widokiem na najwyższy szczyt Europy – Mont Blanc.

## Odgałęzienie

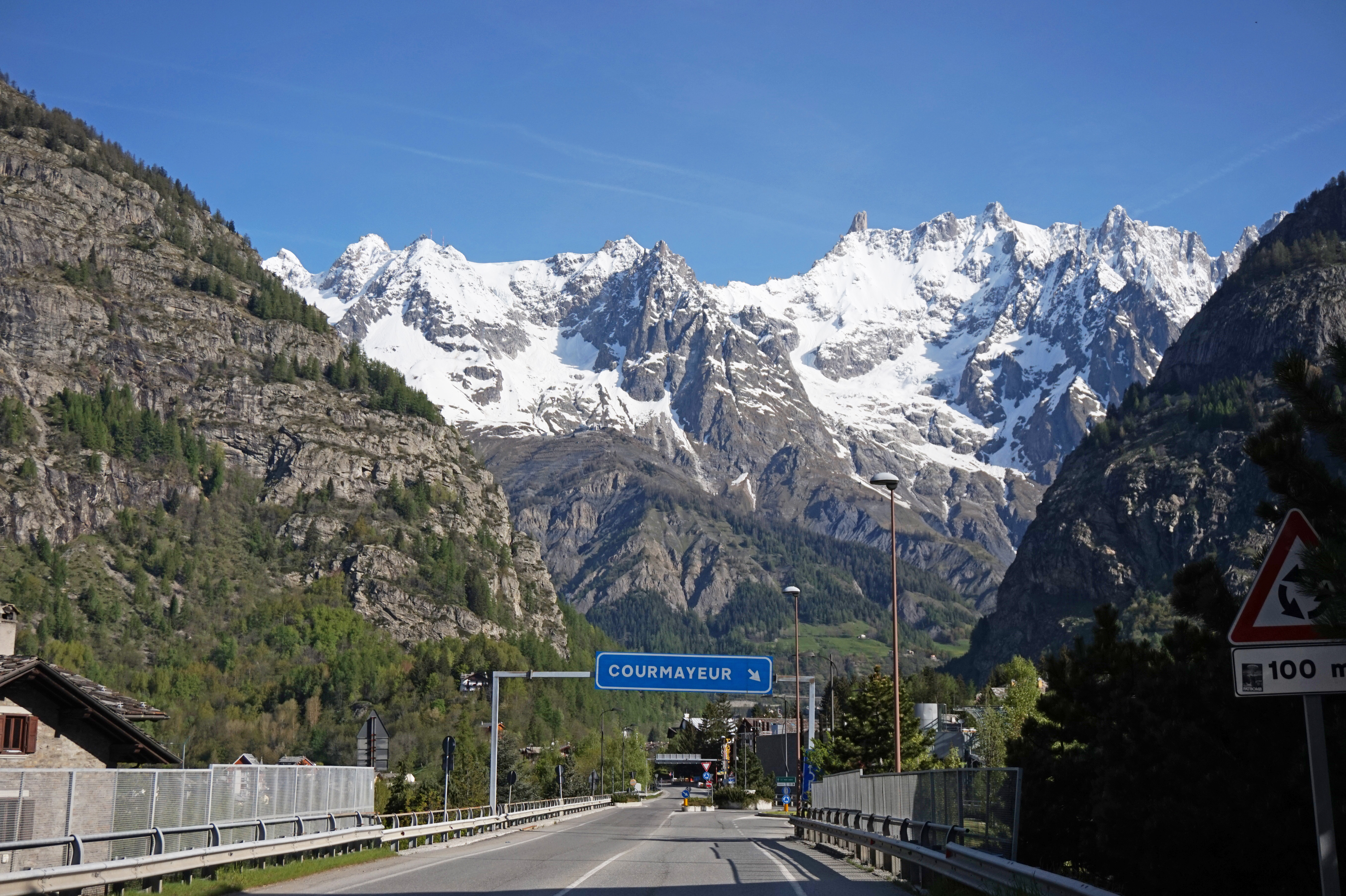
SS 26 dir

W miejscowości Pré-Saint-Didier droga SS26 rozwidla się. Główny szlak prowadzi na Małą Przełęcz Świętego Bernarda (2188 m n.p.m.), a 5 kilometrowej długości odgałęzienie biegnie przez Courmayeur do węzła z autostradą A5.